# Árvore-garrafa-de-proserpine
A árvore-garrafa-de-proserpine (nome científico: Brachychiton compactus) é uma árvore do gênero Brachychiton encontrada no nordeste da Austrália. É encontrada apenas nas vizinhanças de Proserpine no centro de Queensland.